# Dreibinden-Panzerwels

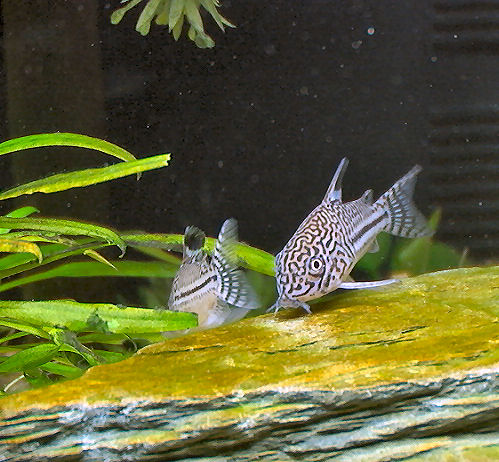
Dreibinden-Panzerwelse

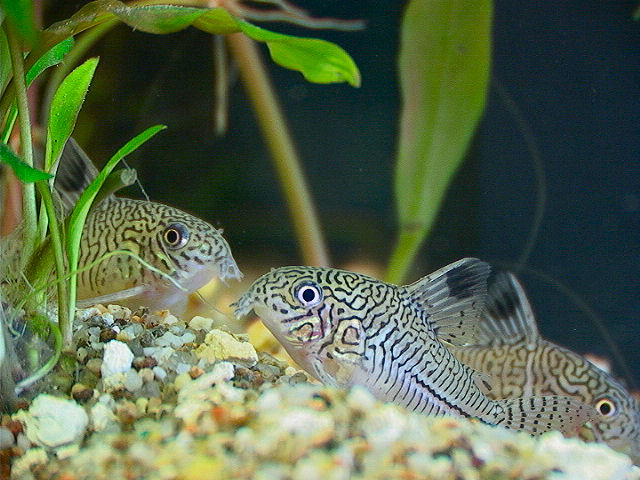
Dreibinden-Panzerwelse

Der Dreibinden-Panzerwels (Hoplisoma trilineatum, Synonym: Corydoras trilineatus, C. episcopi, C. dubius) ist ein häufig in Aquarien gehaltener Panzerwels aus der Gattung Hoplisoma. Er wird häufig als „Leopard-Panzerwels“ gehandelt und mit H. julii und Brochis leopardus verwechselt. H. julii ist jedoch in den meisten Fällen gepunktet und nicht gestreift, während B. leopardus das langschnäuzige Gegenstück zu H. trilineatum ist.
Das trilineatum kommt aus dem Lateinischen und bedeutet dreistreifig.

## Vorkommen
Der Dreibinden-Panzerwelses ist in schnellfließenden Zuflüssen des Mittellaufs des Amazonas in Peru und in Ecuador beheimatet, darunter der Rio Javari (Río Yavarí), der Río Huitoyacu, der Río Nanay, der Río Ampiyacu, der Río Pastaza, der Río Yasuní und der Río Morona.

## Merkmale
Das Männchen des Dreibinden-Panzerwels wird bis zu 5 cm und das Weibchen bis zu 6 cm groß, das erreichbare Alter liegt bei 5 bis 10 Jahren. Die silbrig-grauen Tiere mit schwarzer Musterung sind sehr variabel gezeichnet. Wie die meisten Panzerwelse lebt auch der Corydoras trilineatus in kleineren Schwärmen überwiegend am Boden des Gewässers, benötigt aber als Darmatmer auch freien Zugang zur Wasseroberfläche.
Flossenformel: Dorsale 1/7, Anale 1/7

## Aquaristik
Bei Haltung im Aquarium ist es wichtig, dass er in einem Schwarm von mindestens 5 Tieren gehalten wird und viele Verstecke im Aquarium vorhanden sind. Geeignete Wasserwerte sind eine Temperatur von 22 °C bis 27 °C und ein pH-Wert von 6,0 bis 7,5. Die Wasserhärte sollte bei einem KH-Wert von 2 ° bis 5 ° und einem GH-Wert von 2 °d bis 15 °d haben. Das Aquarium sollte mindestens 60 Liter aufweisen.

### Ernährung
Der Dreibinden-Panzerwels ist allesfressend (omnivor) und ernährt sich von Algen, Detritus, Kleintieren und Pflanzenteilen. Im Aquarium eignet sich folgendes Fischfutter: Lebendfutter (Artemia, Mückenlarven, Daphnien, Tubifex), Frostfutter und Trockenfutter (Tabletten, Futterflocken) und Gemüse.

### Vermehrung
In der freien Wildbahn vollziehen die Panzerwelse nach der Regenzeit, wenn sich das Wasser wieder erwärmt hat, ihr arttypisches Paarungsverhalten, da sich nach der Regenzeit sehr viele Schwebstoffe und somit auch Beutetierchen im Wasser befinden.
Am ehesten gelingt die Vermehrung im Aquarium nach einer der Regenzeit nachempfundenen ein bis drei Tage dauernden Wasserabkühlung um zwei bis drei Grad und reichhaltiger Fütterung, mit anschließender Wiedererwärmung.
Am besten setzt man Zuchtgruppen mit einem Verhältnis von zwei Männchen zu einem Weibchen zusammen; die Tiere paaren sich auch in der Natur in größeren Gruppen.
Die Tiere vollziehen ein spezielles Paarungsverhalten, bei dem ein oder mehrere Männchen das Weibchen verfolgen und versuchen sich quer vor diesem zu platzieren und mit den Pektoralstacheln die Barteln einzuklemmen (sogenannte T-Stellung). Das Weibchen bildet mit den Bauchflossen eine Art Tasche, in welches einige Eier entlassen werden. In dieser T-Stellung werden die Eier vom Männchen befruchtet.
Das Weibchen sucht sich nach einer kurzen Ruhepause einen Platz, wo die Eier festgeklebt werden. Oft ist dies an Scheiben, unter Pflanzenblättern oder auch im Pflanzendickicht wie Javamoos. Diese Prozedur wiederholt sich einige Male, bis das Weibchen bis etwa 100 Eier gelegt hat, was sich über mehrere Stunden hinziehen kann.
Für eine gezielte Aufzucht sollten die Eier von den Alttieren getrennt werden.
Bei 26 bis 28 °C brauchen die Larven ca. 4 Tage, bis sie schlüpfen. Die Larven sind sehr klein und nahezu durchsichtig. Zwei bis drei Tage nach den Schlupf, wenn der Dottersack aufgebraucht ist, können die Larven mit frisch geschlüpften Artemia gefüttert werden. Später kann feinstes Flockenfutter gegeben werden.